# Pflichtversicherung
Eine Pflichtversicherung ist eine Versicherung, deren Abschluss gesetzlich vorgeschrieben ist. Dies ist in vielen Ländern zum Beispiel bei Kfz-Haftpflichtversicherung, Berufshaftpflichtversicherung und vor allem in den Zweigen des gesetzlichen Sozialversicherungssystems der Fall.

## Grundsätze
Unterschieden werden – in der Regel staatliche – Versicherungssysteme mit gesetzlicher Pflichtmitgliedschaft, vor allem bei der Sozialversicherungspflicht, sowie die Pflicht zum Abschluss privater Versicherungen. Betroffen sind in Deutschland vor allem die privaten Versicherungsbereiche, die dem Schutz Dritter dienen und durch eine besonders hohe Gefahrneigung charakterisiert sind. Darunter fallen die Kfz-Haftpflichtversicherung, die Berufshaftpflichtversicherung und die Jagdhaftpflichtversicherung. Bei der gesetzlichen Versicherung gegen Arbeitsunfälle wird der Schutz im Wege der gesetzlich verpflichtenden Zuständigkeit einer gewerblichen Berufsgenossenschaft hergestellt. In den genannten Fällen liegt für die Vertragsparteien (Versicherungsnehmer und Versicherer) gesetzlicher Kontrahierungszwang vor.
Eine gesetzliche Pflichtversicherung steht im Widerspruch zum Prinzip der Vertragsfreiheit, die in Deutschland aufgrund Art. 2 Abs. 1 GG ein Grundrecht darstellt. Die Einschränkung der Vertragsfreiheit durch eine Pflichtversicherung bedarf daher einer besonderen Begründung. Gründe sind beispielsweise der Schutz Dritter bei Haftpflichtversicherungen im Straßenverkehr, der Gesundheitsschutz oder der Verbraucherschutz. Von liberaler Seite werden Pflichtversicherungen teilweise als Paternalismus kritisiert.

## Geschichte
Historisch wurden Pflichtversicherungen vielfach mit Versicherungsmonopolen verbunden. Die ersten Pflichtversicherungen der Geschichte waren die Feuerversicherungen. Im 17./18. Jahrhundert entstanden in vielen Gebieten gesetzliche Regelungen, die Brandversicherungen zum Obligatorium erhoben. Die Eigenschaft als Pflichtversicherung besteht in Deutschland nicht mehr. Die Bismarcksche Sozialgesetzgebung führte ab 1883 erste Pflichtversicherungen im Bereich der Sozialversicherung ein (Unfallversicherung, Krankenversicherung, Rentenversicherung). Die erste Haftpflichtversicherung wurde 1923 mit dem Luftverkehrsgesetz normiert.

## Pflichtversicherungsrelevante Bereiche

### Sozialversicherungssysteme
- für Deutschland:  Sozialversicherung (Deutschland) sowie Jahresarbeitsentgeltgrenze und  Gesetzliche Krankenversicherung#Versicherungspflicht
- für Österreich:   Sozialversicherung (Österreich)
- für die Schweiz:  Sozialversicherungen (Schweiz)

### Haftpflichtversicherung
Eine Haftpflichtversicherung ist in einer Reihe von Fällen gesetzlich vorgeschrieben:
- Kfz-Haftpflichtversicherung, in den meisten Ländern Europas
- Berufshaftpflichtversicherung (Pflicht für Rechtsanwälte (Berufshaftpflichtversicherung für Rechtsanwälte), Patentanwälte, Notare, Architekten und Ingenieure, Wirtschaftstreuhänder (=Wirtschaftsprüfer und Steuerberater) und Ärzte)
- Betriebshaftpflichtversicherung für bestimmte Branchen und Geschäftszweige
- Jagdhaftpflichtversicherung als Voraussetzung für die Erteilung eines Jagdscheines
- Tierhalterhaftpflichtversicherung (soweit landesrechtlich angeordnet)

### Insolvenzsicherung
Im deutschen Reiserecht besteht seit 1994 die Besonderheit, dass Anbieter von Pauschalreisen mit dem Reisesicherungsschein eine Pflichtversicherung gegen Folgen einer Insolvenz nachweisen müssen.

## Wirtschaftliche Aspekte
Grundsätzlich sind Pflichtversicherungen aus ökonomischer Sicht kritisch zu betrachten, da sie unter den Bedingungen eines idealen Marktes effizienzvermindernd wirken. Der Versicherungsnehmer wird gezwungen, eine Versicherung abzuschließen, obwohl sein Nutzen aus einer anderen Verwendung des dafür aufzubringenden Geldes höher wäre (Opportunitätskosten). Da jedoch die Bedingungen eines idealen Marktes in der Realität nicht vorhanden sind, gibt es eine Reihe von ökonomischen Argumenten für Pflichtversicherungen.
Aus ökonomischer Sicht kann eine Pflichtversicherung begründet werden, wenn die betreffende Versicherung ein meritorisches Gut darstellt. Nach dieser Argumentation würden die Versicherten den Bedarf der Altersversorgung systematisch unterschätzen und ohne eine Renten-Pflichtversicherung daher eine zu niedrige Rente erhalten. Weiterhin können Pflichtversicherungen Moral Hazard und Adverse Selektion sowohl verhindern als auch erzeugen. Dies gilt zum einen in der Sozialversicherung bei kleinen Einkommen aber auch bei Haftpflichtversicherungen. Im Schadensfall würden hier die Kosten nicht von den Versicherten getragen (weil sie es nicht können), sondern vom Sozialamt oder den Geschädigten.
Eine Pflichtversicherung stellt nicht auf die Einstellung des Versicherten ab, denn es ist irrelevant, ob er risikoscheu, -freudig, oder -neutral ist, denn er muss sich versichern.